# Crna reka
Crna reka (makedonsko , znana tudi samo kot Crna) je reka v Makedoniji in največji desni pritok Vardarja.
Ime je prevod starejšega tračanskega imena Erigon (starogrško Ἐριγών), ki prav tako pomeni »črna«. Reko Erigon omenjajo Arijan v Anabazi o Aleksandru, Livij v Zgodovini Rima, Strabon v Geografiki in Atenej v Deipnosophistae.

## Tok
Reka prihaja na dan iz izvira Crna dupka blizu vasi Železnec na jugozahodu države. Od izvira do vasi Bučin teče po Demirhisarskem, odtod do vasi Skočivir pa skozi največjo makedonsko kotlino Pelagonijo. V Pelagoniji je smer toka sever–jug, za vasjo Brod pa v loku zavije proti vzhodu in severovzhodu. Pri vasi Skočivir vstopi v Skočivirsko klisuro, najdaljšo sotesko v Makedoniji, dolgo 104 km, v gorati pokrajini Mariovo. V Mariovem ima Crna reka značaj hitre gorske reke z ozko strugo in visokimi bregovi v obliki kanjona.
Do vasi Galište je Crna reka zajezena v 30 km dolgo Tikveško jezero, ki je nastalo z izgradnjo 105 m visokega jezu hidroelektrarne Tikveš. Poleg proizvodnje električne energije vodo Crne reke uporabljajo za namakanje poljščin in vinogradov v občinah Kavadarci in Negotino. Od jezu pri vasi Vozarci do izliva v Vardar, na mestu katerega je stalo antično mesto Stobi, ima Crna Reka značilnosti ravninske reke.

## Galerija
- Izvir Crne reke »Crna dupka«
- Reka v bližini izvira
- Pogled na reko
- Crna reka v Mariovem
- Tikveško jezero
- Crna reka pod Trsteniškimi stenami